# Шарл Одие
Шарл Одие (на френски: Charles Odier) е швейцарски психоаналитик и психиатър.

## Биография
Роден е през 1886 година в Женева, Швейцария. Учи медицина, а след това е стажант във Виена, Берлин и Париж. Среща се със Зигмунд Фройд и от там започва да се обучава по психоанализа с Карл Абрахам и Франц Александер.
Той е психиатър в Женева в болниците Бел Еър, Вилжуиф и Салпетриера. Повлиян е от Едуар Клапаред, Жан Пиаже и Пиер Жане. Между 1929 и 1939 г. се посвещава на насърчаването за създаване на психоаналитично общество в Париж и е в редиците, заедно с Реймон дьо Сосюр, които основават Парижкото психоаналитично общество.
Умира през 1954 година в Лозана на 68-годишна възраст.

## Публикации
- Étude psychanalytique. Le complexe d'Œdipe et son influence sur le caractère, la santé et la destinée, Ed. de la Petite Fusterie, 1925.
- Contribution à l'étude du Surmoi et du phénomène moral, rapport pour la Conférence des psychanalystes de langue française, 1927.
- L'angoisse et la pensée magique, „Delachaux et Niestlé“, 1948.
- Le rôle des fonctions du moi dans l'évolution psychique: T. 2. L'homme esclave de son infériorité. 1. Essai sur la genèse du moi, 1950.
- L'homme esclave de son infériorité, 1950.